# Lucas Jade Zumann
Lucas Jade Zumann (Chicago, 12 de dezembro de 2000) é um ator norte-americano. Ele é conhecido por interpretar Milo no filme de terror A Entidade 2, Jamie Fields no filme de drama 20th Century Women e Gilbert Blythe em Anne with an E.

## Vida pessoal
Lucas nasceu em Chicago, Illinois no bairro de Rogers Park, o mais velho de quatro irmãos. Ele frequentou a Hebrew School.
Ele foi descoberto por um agente de talentos, no momento da audição para a Disney Talent na pesquisa em Chicago no Paskal Rudnicke. Ele fez um PSA para "Vozes de Meningite". Sua primeira incursão como ator veio com membro do grupo musical" Oliver! em sua cidade natal. Em seguida ele fez uma participação especial na série original da Netflix, Sense8.
Lucas subiu para a fama no filme A Entidade 2, interpretando Milo. Ele também é conhecido por interpretar Jamie Fields no filme 20th Century Women, ao lado de Elle Fanning, Billy Crudup e Annette Bening. Ele agora é conhecido em todo o mundo como Gilbert Blythe na série canadense/americana da Netflix, Anne with an E.

## Filmografia

### Filme
| Ano  | Título             | Papel         | Notas |
| ---- | ------------------ | ------------- | ----- |
| 2015 | A Entidade 2       | Milo          |       |
| 2016 | 20th Century Women | Jamie Fields  |       |
| 2016 | Thrill Ride        | Henry Perry   |       |
| 2018 | Every Day          | Nathan Daldry |       |

### Televisão
| Ano       | Título         | Papel          | Notas                                         |
| --------- | -------------- | -------------- | --------------------------------------------- |
| 2015      | Sense8         | Punk #2        | Episódio: "Death Doesn't Let You Say Goodbye" |
| 2016      | Chicago Fire   | Lucas Hicks    | 2 episódios                                   |
| 2017–2020 | Anne with an E | Gilbert Blythe | 27 episódios                                  |